# Keszthelyi László (pap)
Keszthelyi László (Keszthely, 1732. március 6. – Kőszeg, 1803. december 3.) piarista áldozópap és gimnáziumi igazgató.

## Élete
1752-ben lépett a rendbe; a bölcseletet Nagykárolyban, a teológiát Kisszebenben hallgatta; azután nevelő lett a Klobusitzky grófi családnál. Letevén a szerzetesi fogadalmat, 1759-ben áldozópappá szenteltetett. Már előbb volt gimnáziumi tanár; azután a bölcselet és teológia tanára lett Nagykárolyban; később Vácon a nemes ifjakat és Nyitrán az egyházmegyei papnövendékeket tanította; majd pedig a nagykárolyi, kőszegi, selmeci, kolozsvári, debreceni és 1776-ban a nyitrai ház és gimnázium igazgatása bizatott reá. A rend tartományi főnökének segéde is volt.

## Munkái
- Ode I. ad hungaros nobiles provinciae Szaladiensis, qua comes Josephus Michael Althan indicat se eiusdem provinciae supremum comitem renunciatum esse. Csáktornyae in gentilitio suo castro, nonis May 1779. Ode II. ad nobiles hungaros cum comes Josephus Mich. Althan in castro suo gentilitio Csáktornyae in supremum comitem provinciae Szaladiensis inauguraretur. Ode III. ad excell. com. Franciscum Nadasdium, cum hoc praeside regio comes Josephus Michael Althan provinciae Szaladiensis supremus comes inauguraretur. Hely n.
- Ode ad ill. ac rev. dnum Nicolaum Konde de Pókatelek episcoum, quum auctoritate regia antistes Varadiensis 1800. nominaretur Pestini. Hely n.
- Vota Varadiensium ad ill. ac rev. d. eoscopum suum Nicolaum Konde. Debrecini
- Illustr. ac rev. d. episcopus M. Varadinensis. Nicolaus Konde... die 21. Aprilis 1801. versibus senariis celebratus Debrecini. Hely n.
- Ode clar. dno tokodio theol. professori, nepur in canonicum Varadiensem inaugurato, hos propere fudit versiculos ... Mense Maio 1802. Debrecini
- Ad Franciscum secundum regem Hungariae augustum, cum bello gallico composito seniorem Sigismundum Horváth de Szent György provinciae Békesiensis supremum comitem ivssit. Carmen oblatum pro solemniis installationis Gyulae 10. Martii 1802. Budae
- Ode ad ill. ac rev. dnum Nicolaum Konde ... providentia divina episcopum M. Varadiensem, sedem suam capessiturum. Pestini, 1802
- Carmen inaugurationis ill. ac rev. d. Francisci Miklosi in episcopum Varadiensem sacratum 1803. Hely n.
- Carmen, quod ad diem divo Antonio sacrum et rev. ac clar. dno Antonio Jedlitska a suscepto ejusdem divi nomine solennem in signum grati animi obtulit 13. Junii 1804. Margo-Varadini
- Fabula de corde, musculis, venis, arteria, sangvine, et membris corporis humani. Versibus senariss edita ea opportuna occasione, quum seren, regius princeps Josephus et regni Hungariae palatinus ad Marmatas Szigethum pro visendis regiis saliis fodinis per Debrecinum proficisceetur die 18. Julii 1805. Debrecini
- Carmen occasione distributorum caesrio-regiorum proemiorum quae munificentia august. caesaris et regis Hungariae Francisci II. benemeritis in equestri Ottiano regimine militibus benigne designata fuerunt insii 1806. die 10. Junii. Sabariae

Kéziratban a Magyar Nemzeti Múzeumban: Oratio funebris... Nic. Konde; Elmélkedés a magyar nyelvről és egyebekről.